# Saxxon
Saxxon war eine deutsche Automarke.

## Unternehmensgeschichte
Das Unternehmen Roadtec Roadsters Fahrzeuge Design- Entwicklungs- Montage- und Vertriebsgesellschaft mbH war an der Rietzstraße 32 B in Dresden ansässig. 1995 begann die Produktion von Automobilen. Der Markenname lautete Saxxon. 1999 geriet die Firma in Konkurs, und 2002 wurde sie aus dem Handelsregister gelöscht.

## Fahrzeuge
Das Modell Bulldog war ein Roadster im Stile der 1930er und 1940er Jahre. Für den Antrieb sorgte ein Motor mit 2000 cm³ Hubraum. Der Royale war ähnlich konzipiert. Er war mit einem V6-Motor von Ford mit 2900 cm³ Hubraum ausgestattet. Der Seven war eine Nachbildung des Lotus Seven. Außerdem vertrieb das Unternehmen Kit Cars anderer Hersteller in Deutschland, darunter den Overland, einen Geländewagen.